# 福島市浄土平天文台
福島市浄土平天文台（ふくしましじょうどだいらてんもんだい）は、福島県福島市土湯温泉町に所在する公開天文台である。
磐梯朝日国立公園の標高1600ｍに位置する日本で一番高い所にある公開天文台。磐梯吾妻スカイライン通行可能な、おむね4月から11月上旬限定で無料利用できる。

## 利用案内
通常開館
- 入館料：無料
- 開館期間：4月上旬から11月上旬頃まで（磐梯吾妻スカイライン通行可能期間に準ずる）
- 開館時間：10時00分 - 17時00分

夜間開館
- 開館期間：5月中旬から10月末頃まで（磐梯吾妻スカイラインの夜間通行止め期間を除く）
- 毎週水・土曜日（雨天、曇天は中止）
- 開館時間：20時00分 - 22時00分（6月から8月）、19時00分 - 21時00分(5月、9月、10月)